# Haucourt (Pas-de-Calais)
Haucourt é uma comuna francesa na região administrativa de Altos da França, no departamento de Pas-de-Calais. Estende-se por uma área de 6,06 km². Em 2010 a comuna tinha 231 habitantes (densidade: 38,1 hab./km²).